# Yang Xinhai
Yang Xinhai (* 17. Juli 1968; † 14. Februar 2004) war ein chinesischer Serienmörder, der in vier chinesischen Provinzen 67 Menschen tötete und 23 Frauen vergewaltigte. 

## Verbrechen
Nachdem er von 1996 bis 2000 wegen Vergewaltigung im Gefängnis gesessen hatte, begann er eine der schlimmsten Mordserien der chinesischen Geschichte. Nachts überfiel er Familien im Schlaf und tötete sie mit Äxten, Beilen, Hämmern oder Schaufeln. Mindestens 23 weibliche Opfer vergewaltigte er danach. Er wurde am 23. November 2003 in Cangzhou, in der nordchinesischen Provinz Hebei, erkannt und verhaftet. Nachdem ihm 67 Morde, 23 Vergewaltigungen sowie mehrere Einbrüche und Raub nachgewiesen werden konnten, gestand er die ihm zur Last gelegten Taten. Als Motiv gab er an, dass ihn seine Freundin verließ und er sich an der Gesellschaft habe rächen wollen.
Er wurde am Sonntag, dem 1. Februar 2004 in Luohe, in der zentralchinesischen Provinz Henan, zum Tode verurteilt und 13 Tage später erschossen.